# Габон на Светском првенству у атлетици на отвореном 2022.
Габон је учествовао на 18. Светском првенству у атлетици на отвореном 2022. одржаном у Јуџину  од 15. до 25. јула шеснаести пут. Репрезентацију Габона представљао је 1 атлетичар који  се такмичио у трци на 200 метара. , .
На овом првенству такмичар Габона није освојио ниједну медаљу али је оборио национални и лични рекорд.

## Учесници
Мушкарци:
- Гуи Маганга Гора — 200 м

## Резултати

### Мушкарци
| Атлетичар        | Дисциплина | Лични рекорд | Квалификације           | Квалификације | Полуфинале | Полуфинале | Финале               | Финале      | Детаљи |
| Атлетичар        | Дисциплина | Лични рекорд | Резултат                | Место         | Резултат   | Место      | Резултат             | Место       | Детаљи |
| ---------------- | ---------- | ------------ | ----------------------- | ------------- | ---------- | ---------- | -------------------- | ----------- | ------ |
| Гуи Маганга Гора | 200 м      | 20,48 НР     | 20,44 (.431) КВ, НР, ЛР | 2. гр. 6      | 20,65      | 8. гр. 2   | Није се квалификовао | 21/ 50 (53) |        |